# Malin Baryard-Johnsson
Pour les articles homonymes, voir Johnsson.
 (septembre 2019).
Si vous disposez d'ouvrages ou d'articles de référence ou si vous connaissez des sites web de qualité traitant du thème abordé ici, merci de compléter l'article en donnant les références utiles à sa vérifiabilité et en les liant à la section « Notes et références ».

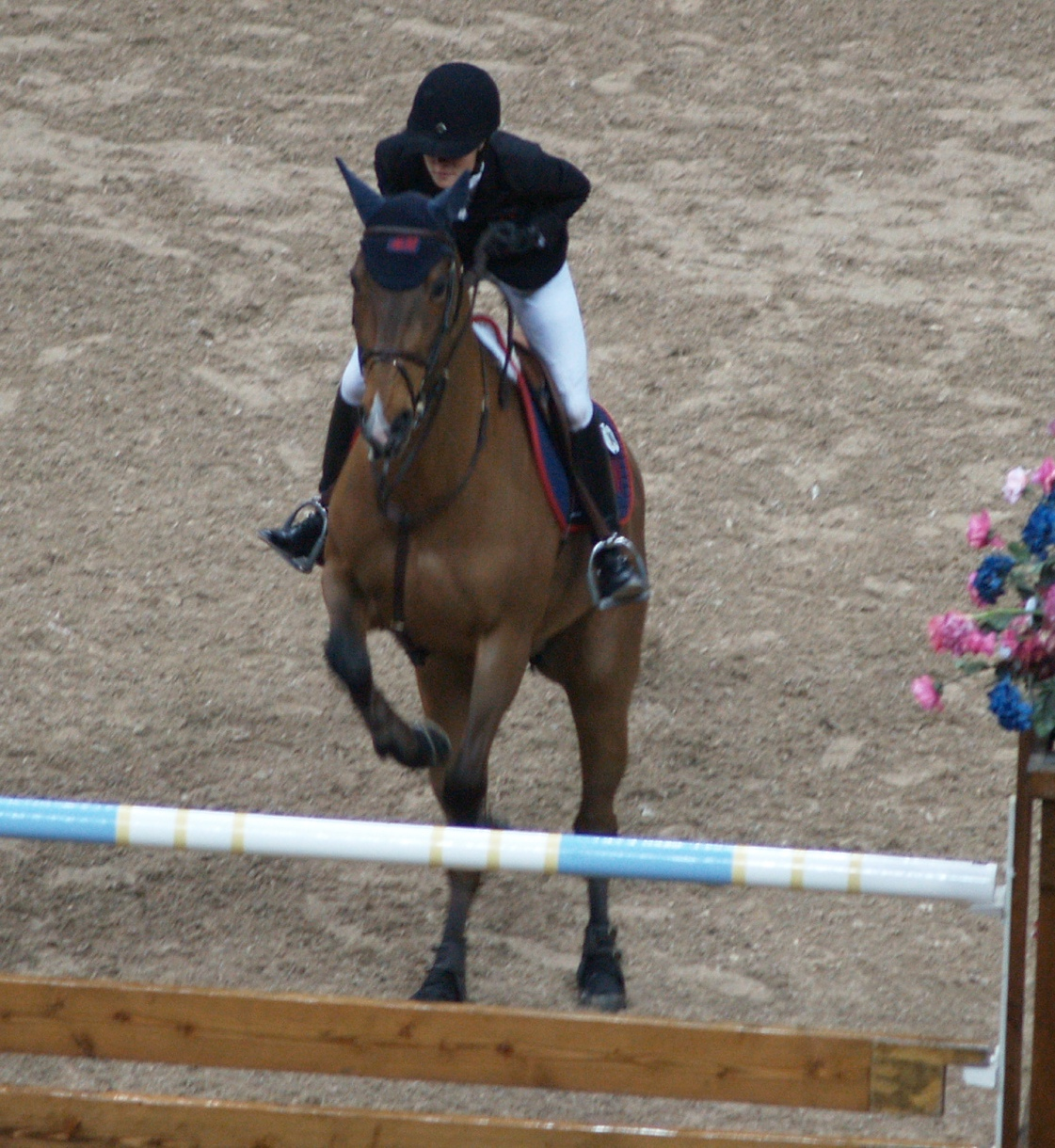
Malin Baryard-Johnsson montant Butterfly Flip

Malin Baryard-Johnsson, née le 10 avril 1975 à Söderköping, est une cavalière de saut d'obstacles suédoise. Ancien mannequin de la marque de prêt-à-porter H&M, elle est toujours sponsorisée par la marque. Son cheval se nomme d'ailleurs H&M Tornesch, premier cas de naming sur un être vivant.

## Palmarès mondial
- 1994 : médaille d'argent par équipe aux championnats d'Europe des jeunes cavaliers à Athènes en Grèce avec Cormint.
- 1995 : médaille d'or par équipe et médaille de bronze en individuel aux championnats d'Europe des jeunes cavaliers à Babenhausen en Allemagne avec Cormint.
- 2001 : médaille d'argent par équipe aux championnats d'Europe de Arnhem aux Pays-Bas avec Butterfly Flip.
- 2002 : médaille d'argent par équipe et 4e en individuel aux Jeux équestres mondiaux de Jerez de la Frontera en Espagne avec Butterfly Flip.
- 2003 : 3e de la finale de la coupe du monde à Las Vegas aux États-Unis avec Butterfly Flip.
- 2004 : médaille d'argent par équipe aux jeux Olympiques d'Athènes avec Butterfly Flip.
- 2021 : médaille d'or par équipe aux Jeux Olympiques de Tokyo 2020 avec H&M Indiana.